# Katja Vodopivec
Katja Vodopivec (roj. Černe), slovenska pravnica, * 8. marec 1917, Ljubljana, † avgust 2012.
Katja Vodopivec žena pravnika V. Vodopivca in mati zgodovinarja P. Vodopivca se je rodila očetu tajniku in pravniku Francu ter materini Katarini (roj. Furlan). V rojstnem mestu je študirala na PF in 1941 diplomirala ter prav tam 1944 tudi doktorirala. Po osvoboditvi je delala v raznih državnih službah, med drugim je bila leta 1946 načelnica oddelka za statistiko pri ministrstvu za delo FLRJ v Beogradu, kjer je rodila sina Petra. Od 1971 je bila na PF v Ljubljani redna profesorica; 1975–1984 predstojnica katedre za kazenskopravne znanosti. Predavala je metodiko socialnega dela 1956–1961 na Višji šoli za socialne delavce v Ljubljani, kriminologijo 1959–1972 na III. stopnji Pravne fakultete v Zagrebu, isti predmet od 1962 na PF v Ljubljani in od 1972 še uvod v raziskovalno delo na podiplomskem študiju ter mladinsko kriminologijo od 1978/79 na Pedagoški akademiji v Ljubljani. Po upokojitvi je bila imenovana za zaslužno profesorico Univerze v Ljubljani. 